# So This Is Harris!
So This is Harris! ist eine US-amerikanische Filmkomödie aus dem Jahr 1933.

## Handlung
Walter kann den Gesang von Phil Harris, einem Bandleader und Sänger, nicht länger aushalten. Überall hört er die Lieder des ihm verhassten Künstlers. Sogar auf dem Golfplatz hört er ständig diese Musik. Sein Golfpartner fühlt mit ihm, doch es stellt sich zu Walters Erstaunen heraus, dass sein Partner ausgerechnet Phil Harris ist.
Walter erkennt schnell, dass Phil Harris viele weibliche Fans hat. Walter glaubt, das zu seinen Gunsten ausnutzen zu können, doch dazu muss Phil weiter Golf spielen.

## Auszeichnungen
1934 wurde der Kurzfilm in der Kategorie Bester Kurzfilm (Comedy) mit dem Oscar ausgezeichnet.

## Hintergrund
Der Film, eine Produktion der RKO Pictures, wurde am 13. August 1933 in den USA uraufgeführt.